# Pavetta stipulopallium
Pavetta stipulopallium är en måreväxtart som beskrevs av Karl Moritz Schumann. Pavetta stipulopallium ingår i släktet Pavetta och familjen måreväxter. Inga underarter finns listade i Catalogue of Life.